# Demetrio Sodi de la Tijera
Demetrio Javier Sodi de la Tijera (Ciudad de México, 25 de septiembre de 1944) es un periodista, empresario y político mexicano que se desempeñó como senador del Congreso de la Unión por la Ciudad de México de 2000 a 2006 y como jefe delegacional de Miguel Hidalgo de 2009 a 2012. También ha sido diputado federal en dos ocasiones. En 2006 se postuló sin éxito como candidato por parte del Partido Acción Nacional (PAN) a Jefe de Gobierno del Distrito Federal. Miembro de la familia Sodi, es primo de la actriz y cantante Thalía, y de la diputada federal Gabriela Sodi Miranda.

## Primeros años
Demetrio Javier Sodi de la Tijera nació el 25 de septiembre de 1944 en la Ciudad de México, México. Es hijo de Demetrio Sodi Pallares, cardiólogo, profesor e investigador destacado en el campo de la electrocardiografía, y de Soledad de la Tijera Alarcón.
Sodi estudió administración de empresas en la Universidad Iberoamericana y realizó sus estudios de posgrado en la Universidad de Harvard.

## Carrera política
Sodi inició sus actividades empresariales en Grupo Cifra y en 1977 entró a la actividad política.
El 1 de septiembre de 1988 Sodi fue electo a la Cámara de Diputados, donde se desempeñó como diputado del Partido Revolucionario Institucional (PRI), en representación del distrito 25 del Distrito Federal, de 1988 a 1991 durante la LIV Legislatura. El 15 de noviembre de 1991 asumió el cargo de Diputado a la Asamblea de Representantes del Distrito Federal. En 1993, concibió, planeó y organizó a miembros de todos los partidos políticos y organizaciones ciudadanas para exigir un plebiscito con el objetivo de democratizar a la Ciudad de México, presionando al gobierno federal para establecer elecciones populares y democráticas para la Jefatura de Gobierno. Ocuparía este cargo hasta el 14 de noviembre de 1994.
Ese mismo año, en abril, renunció al PRI y tres años después se uniría al Partido de la Revolución Democrática (PRD). El 1 de septiembre de 1997 fue elegido para ocupar nuevamente la Cámara de Diputados, en representación de la circunscripción 26 del Distrito Federal; luego, en el año 2000 fue elegido Senador y sirvió durante la LVIII Legislatura y la LIX Legislatura.
En 2005 renunció al PRD y fue postulado por el Partido Acción Nacional como su candidato a jefe de Gobierno en las elecciones locales del Distrito Federal de 2006, siendo derrotado por Marcelo Ebrard.
Durante su campaña electoral para Jefe de Gobierno, Sodi escribió un libro titulado "La Ciudad Incluyente" donde analiza, diagnostica y ofrece propuestas de gobierno para el Distrito Federal teniendo como coautores a reconocidos investigadores urbanos tales como: Emilio Pradilla Cobos, Lisett Márquez López, Elías Fonseca Chicho y Alejandro Castro.
Posteriormente fue articulista del periódico El Universal y conductor del programa Contrapunto de Televisa. Preside la organización Metrópoli 2025, una asociación civil que actualmente reúne a más de 200 académicos, investigadores, empresarios y políticos preocupados por el futuro del Valle de México.

### Jefe delegacional de Miguel Hidalgo
El 22 de marzo de 2009 Sodi fue designado como candidato externo a Jefe delegacional de Miguel Hidalgo por el Partido Acción Nacional, donde compitió contra la exatleta Ana Gabriela Guevara, candidata del PRD y a Martín Olavarrieta Maldonado, candidato del PRI. 
Durante el partido semifinal del torneo Clausura 2009 del fútbol mexicano, disputado entre los equipos Pumas y Puebla, se transmitió una entrevista de Sodi en el estadio. Por este acto fue acusado por los Partidos de la Revolución Democrática y el Revolucionario Institucional de haber violentado el Código Electoral del Distrito Federal, afirmando que el tiempo de la entrevista equivalió al tiempo que se da en televisión a todas las campañas electorales en el D.F. en ocho días, y también que pudo haberse tratado de una donación ilegal, pues el coste del tiempo concedido en televisión en teoría rebasaba los límites de donaciones permitidos por el Código Electoral.
Sodi respondió que si bien tenía programada una intervención programada como comentarista deportivo, Televisa canceló la idea y en su caso optó darle una entrevista. Finalmente, el 23 de junio de 2009, el Consejo General del Instituto Federal Electoral desechó la acusación de que esta entrevista se considerara un spot pagado, ya que el COFIPE no lo contempla como tal.
El 6 de julio, el Programa de Resultados Preliminares del Instituto Electoral del Distrito Federal lo marca como ganador de la elección, con un 39.33% de los votos, superando a Ana Guevara, quien obtuvo el 33.55%.
No obstante, el equipo de Ana Guevara respaldada por la coalición PRD-PT-Convergencia, impugnaron la elección ante el Instituto Electoral del Distrito Federal por presunto rebase en los topes de campaña por parte de Sodi, con argumento en la entrevista ya mencionada (pese a que el IFE se pronunció al respecto) y una factura donde contrató servicios de call center. El 7 de septiembre, el Tribunal Electoral del Distrito Federal anuló la elección de Jefe Delegacional de Miguel Hidalgo y ordenó al IEDF emitir una nueva convocatoria para una elección extraordinaria (como lo prevé el Código Electoral del Distrito Federal), privando a Sodi y al PAN de competir en la hipotética elección.
Sin embargo, Sodi impugnó dicha resolución y fue turnada al Tribunal Electoral del Poder Judicial de la Federación. El 28 de septiembre la Sala regional de dicho tribunal, desestimó el resolutivo del TEDF por falta de sustento jurídico y restituyó el triunfo de Sodi, por lo que se confirmó su triunfo electoral.